# Химченко Георгій Максимович
Химченко Георгій Максимович  (1898—1974) — радянський і український кінооператор. Нагороджений медалями.
Народився 20 серпня 1898 р. в м. Ізмаїлі в сім'ї робітника. Закінчив операторський факультет Одеського державного технікуму кінематографії (1927).
Працював оператором на Ялтинській кінофабриці Всеукраїнського фотокіноуправління, а в 1928—1941 та в 1946—1951 рр. — на Київській кіностудії художніх фільмів, де зняв стрічки:
- «Немає перепон» (1929)
- «Секрет рапіда» (1930)
- «Життя в руках» (1930)
- «Людина без футляра» (1931)
- «Вирішальний старт» (1932)
- «Роман міжгір'я» (1933)
- «Інтриган» (1935)
- «Наталка Полтавка» (1936)
- «Гомони містечко» (1939) та ін.,

а також просвітницькі картини:
- «Конча-Заспа» (1927)
- «Створимо міцну кормову базу» (1929).

Грав Грицька у кінокартині «Синій пакет» (1926). 
В 1951 р. став оператором Київської студії науково-популярних фільмів. Працював над створенням кінокартин: «Донбас», «Географія Донбасу» (1951), "Племрадгосп «Тростянець», «Підйомні машини» (1956), «Як роблять взуття», «Зберігання овочів», «Прничорятівники» (1957), "Комбайн «Шахтар», «Соя», «Михайло Коцюбинський» (1958), «Карпати — краса моя», «Хто винен?» (1959), «Сучасне оздоблення столярних виробів» (1960), «Пдравличні передачі на тепловозі» (1961), «Автоматизація опалювально-вентиляційних устаткувань» (1962) та ін.
Був членом Спілки кінематографістів України.